# Belianska dolina (Wielka Fatra)
Belianska dolina – dolina na opadających do Kotliny Turczańskiej północno-zachodnich stokach Wielkiej Fatry na Słowacji.

## Topografia
Dolina ma wylot we wsi Belá-Dulice na wysokości około 600 m. Tylko jej najniższa część to pola uprawne i zabudowania wsi, niemal cała dolina znajduje się bowiem w porośniętych lasem obszarach Wielkiej Fatry. Jej orograficznie prawe zbocza tworzy odbiegający od Borišova grzbiet ze szczytami: Šoproň, Javorina, Štefanová, Malý Lysec, Lysec, Medzijarky i Babia hora. Zbocza lewe tworzy Borišov i jego północno-zachodni grzbiet ze szczytami Prierastlé, Osičnè, Hradište, Hrosková.
Dnem doliny spływa Beliansky potok. Dolina stopniowo pnie się w kierunku południowo-wschodnim. Głównym jej odgałęzieniem jest Jasenská dolina uchodząca z prawej strony na granicy lasu i zabudowań wsi Belá-Dulice. Poza tym dolina posiada liczne, ale krótkie odgałęzienia. W zboczach prawych są to: Slàvkova dolina, Vokalište, Šindelná, w lewych Hroskova dolina, Sebeňova dolina, Marinova dolina, Žarna dolina, Doľnẏ Malcov, Hornẏ Malcov, Horná Lučivná, Hôstec, Borišovec, Hornẏ Borišov.

## Jaskinie
W zboczach doliny znajduje się wiele jaskiń krasowych. W zamknięciu doliny znajdują się m.in. Suchá jaskyňa 1, której długość sięga 1700 m i Suchá jaskyňa 2 długa na 280 m. Perlová jaskyňa, długości 470 m, znana jest z nietypowych, sferycznych stalaktytów z białego, miękkiego sintru i występujących w niej pereł jaskiniowych. Długa na 450 m i głęboka na 55 m jaskinia Javorina - Medvedia jaskyňa jest miejscem interesujących odkryć paleontologicznych. W lewych zboczach doliny znajdują się m.in. Žiarna jaskyňa 1 długa na 87 m oraz Žiarna jaskyňa 2 długa na 230 m i głęboka na 40 m.

## Ochrona przyrody
Cała dolina znajduje się w obrębie Parku Narodowego Wielka Fatra. Ponadto na dolinie utworzono dwa rezerwaty przyrody: Borišov i Madačov.

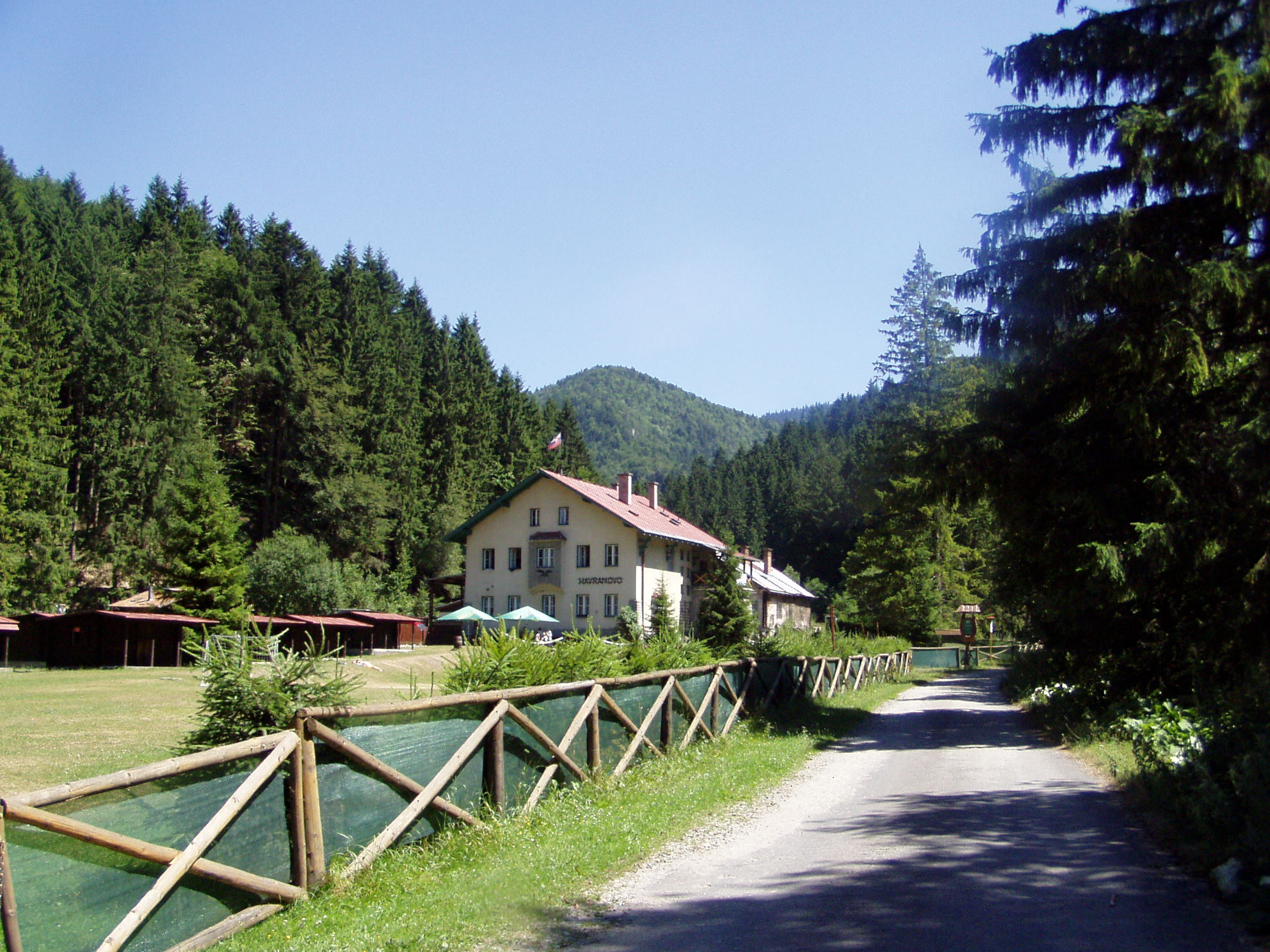
Chata Havranovo
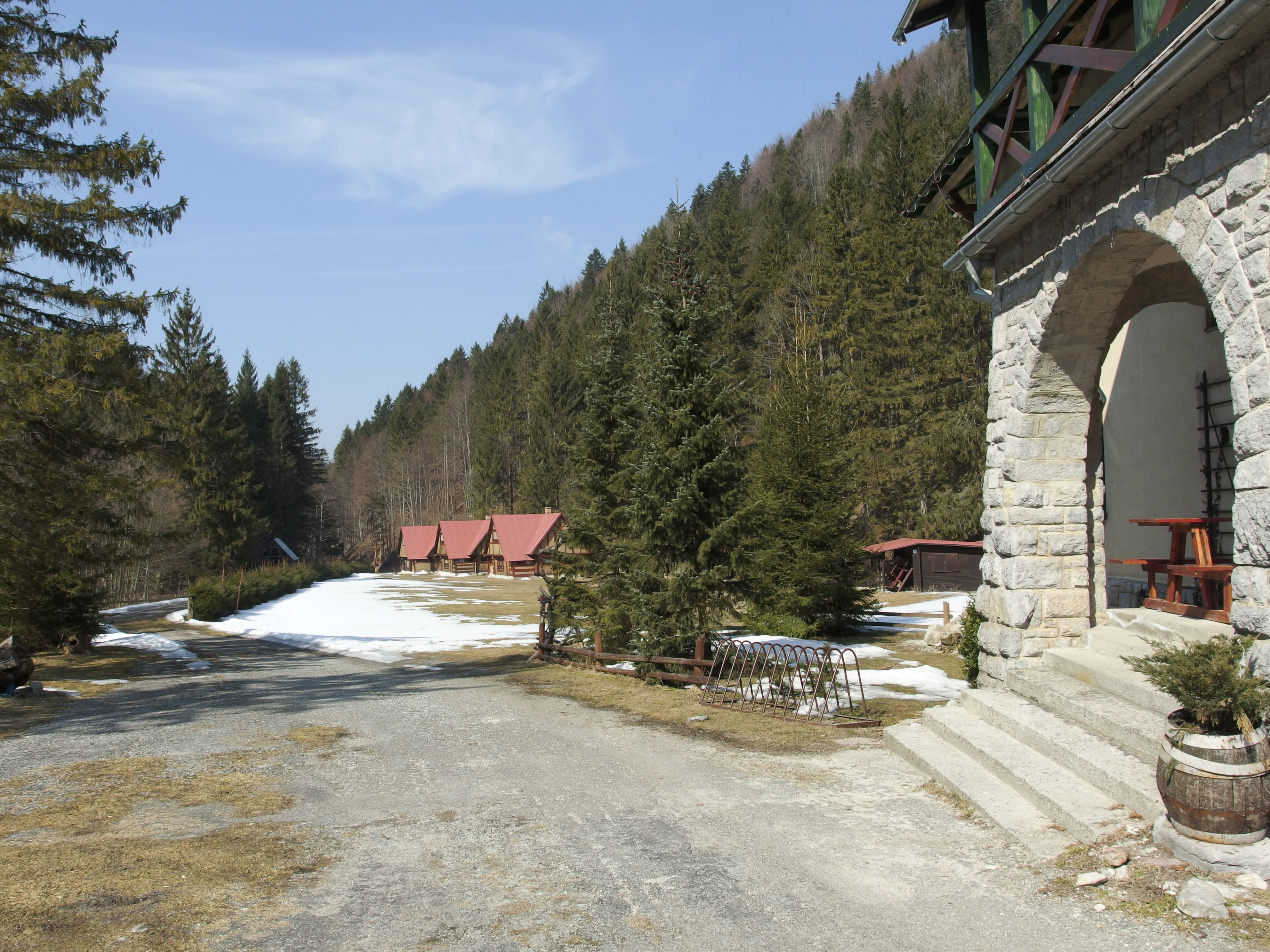
Ośrodek Havranovo
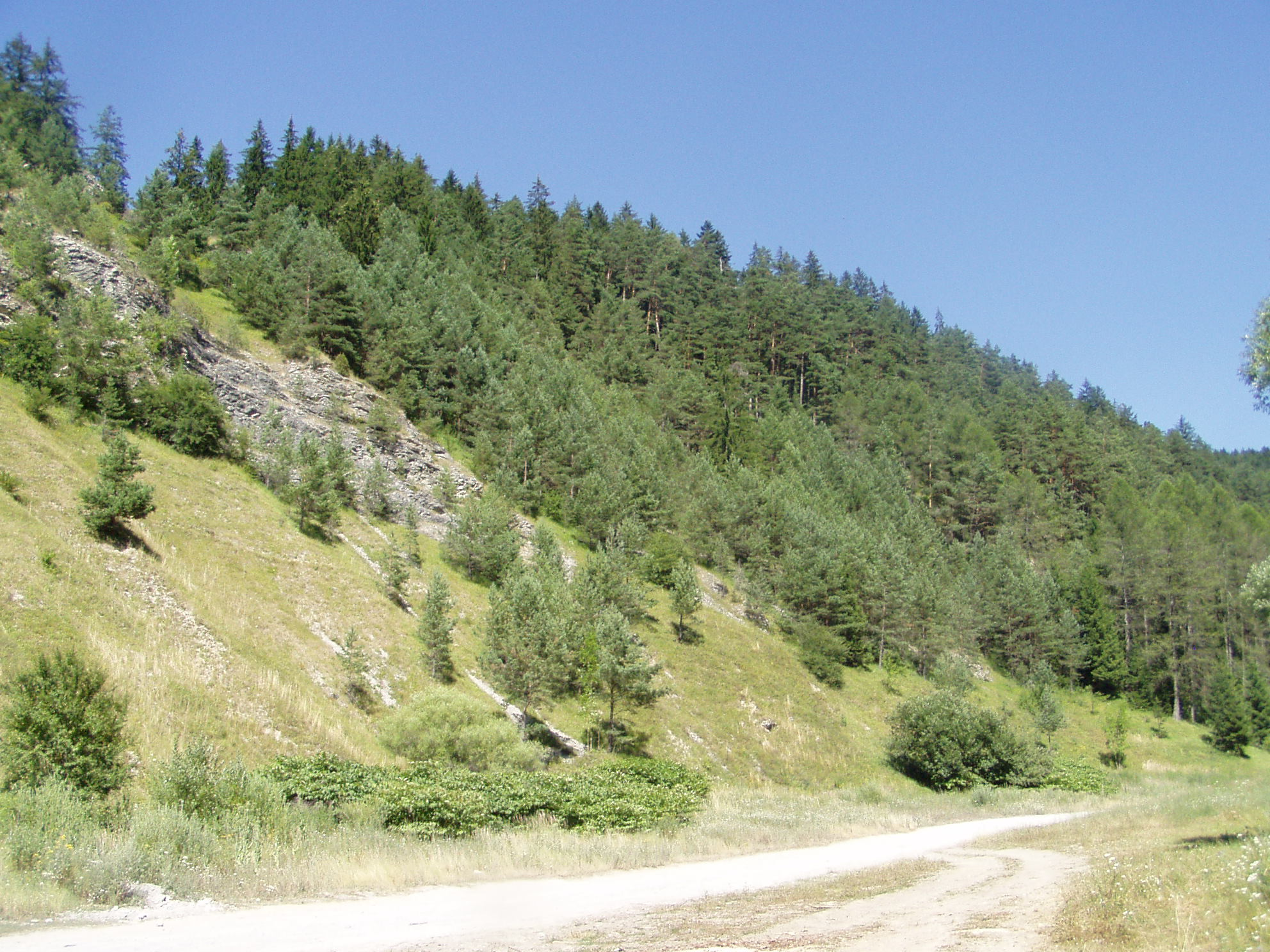
Fragment doliny
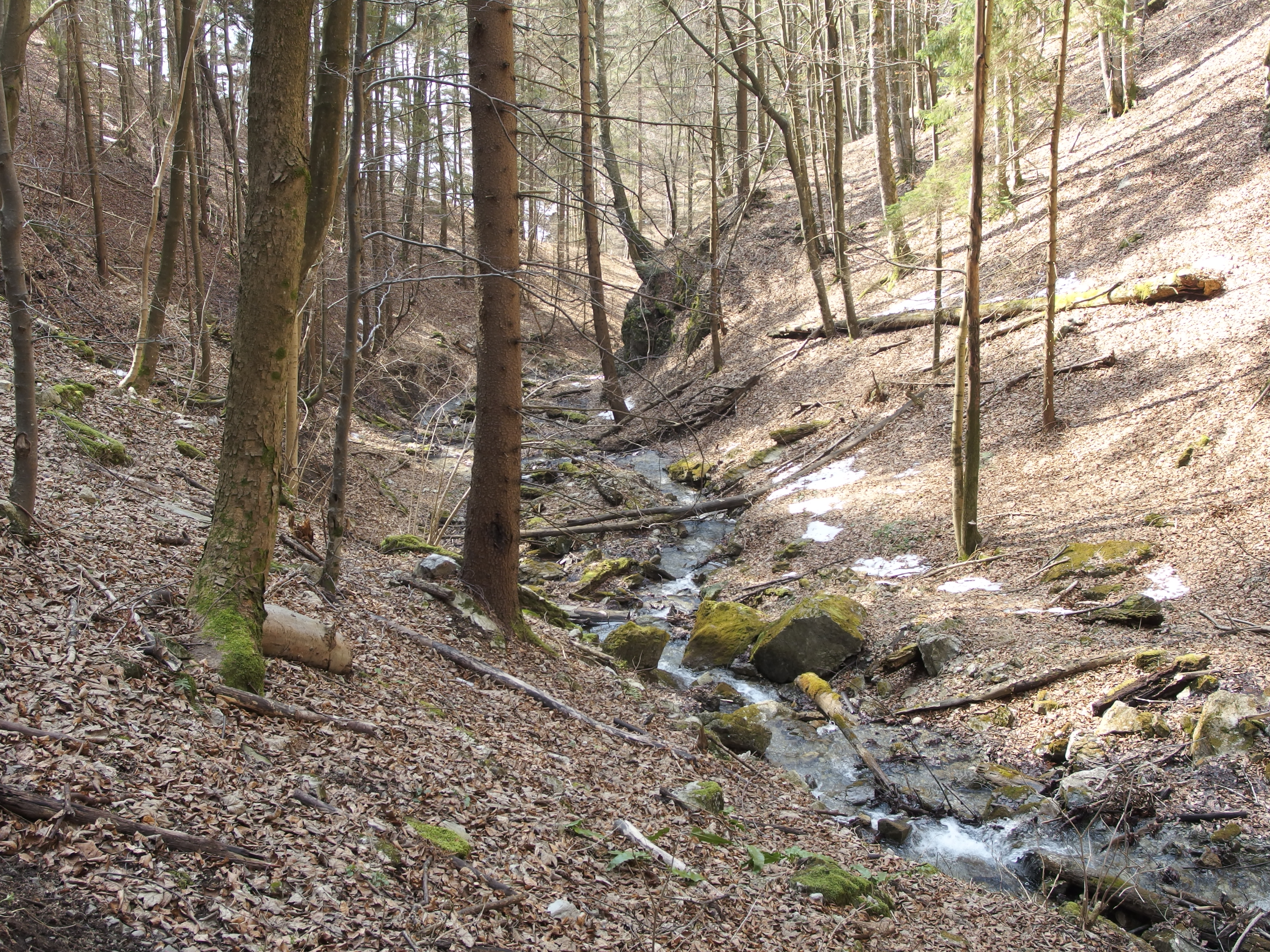
Boczna dolinka
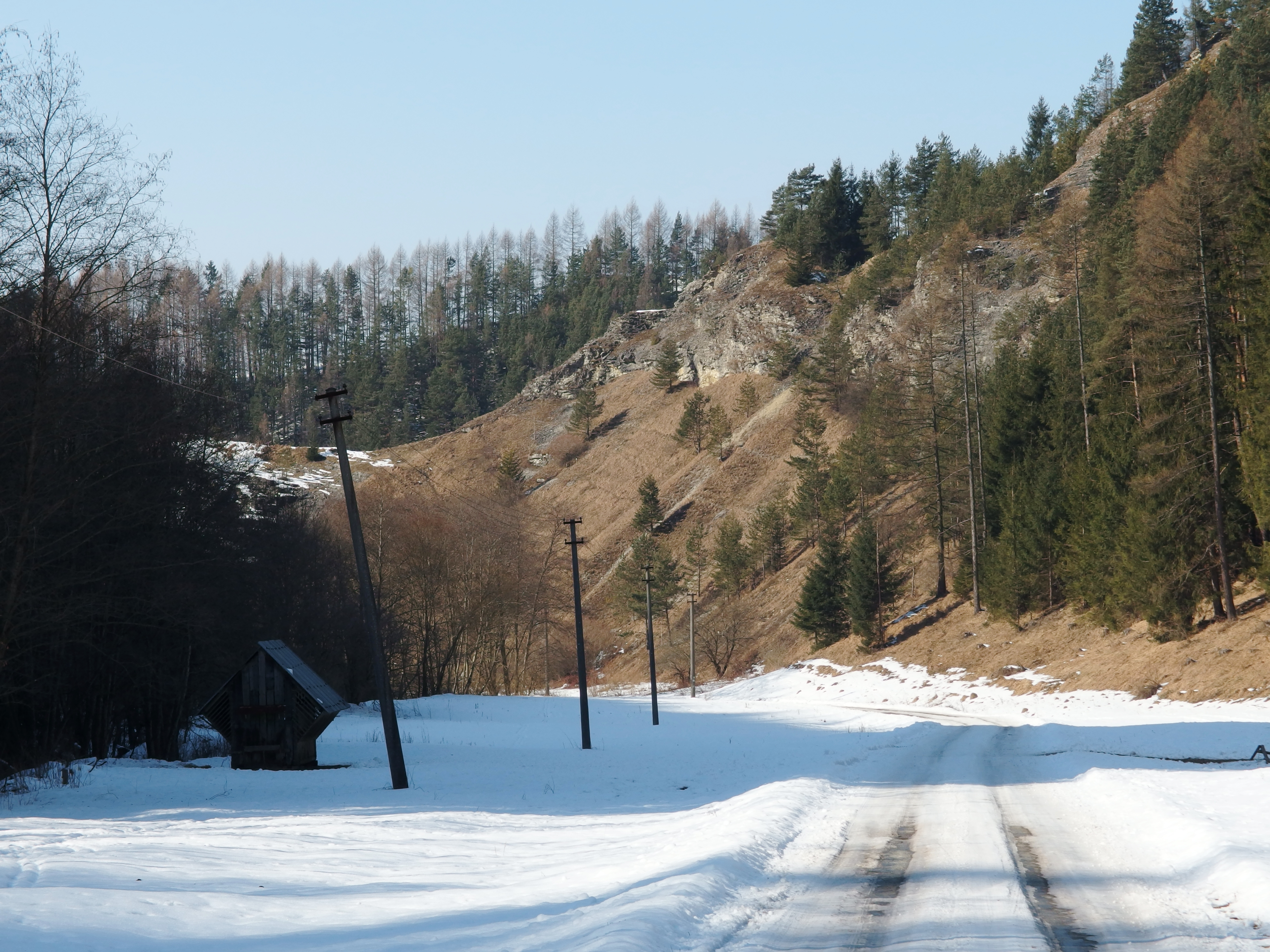
Fragment doliny

## Turystyka
Niemal przez całą długość doliny prowadzi asfaltowa szosa, ale z zakazem wjazdu dla pojazdów samochodowym. Drogą tą prowadzi natomiast szlak turystyki pieszej i rowerowej. W bocznych dolinkach znajdują się prywatne domki, a u wylotu doliny Borišovec rekreacyjno-wypoczynkowy ośrodek Chata Havranovo. Dla turystów pieszych dostępne jest położone w najwyższej części doliny i czynne przez cały rok schronisko Chata pod Borišovom.
 Belá-Dulice – Belianska dolina – Chata pod Borišovom. Deniwelacja 892 m, odległość 14,7 km, czas przejścia 4:35 h, ↓ 3:50 h.
 Chata Havranovo – Vodopad w Došnej. Deniwelacja 115 m, odległość 1,2 km, czas przejścia 25 min, ↓ 20 min